# Chiesa di San Giovanni Battista (Venezia, Giudecca)
La chiesa di San Giovanni Battista assieme al convento e all'annesso ospedale di San Francesco era un complesso di edifici religiosi di Venezia, situato all'estremità orientale dell'isola della Giudecca.

## Storia
Il complesso fu fondato per il volere espresso nel 1333 dal mercante di seta lucchese Bonaccorso Moriconi, che provvide anche ad assegnargli i benefici di alcuni terreni nel trevigiano, e fu messo sotto l'autorità del priore camaldolese del monastero di San Mattia di Murano.
Le prime costruzioni furono concluse nel 1344 e vi fu traslato il corpo del donatore morto nel 1339. Fu poi ampliato, e nel 1369 si provvide a ulteriori ampliamenti, soprattutto per realizzare l'ospedale dedicato a san Francesco che, come previsto dal lascito del Bonaccorso, doveva accogliere venti poveri.
Benché posto sotto la protezione della Repubblica, nel 1443 l'antipapa Giovanni XIII ne nominò priore Girolamo Tagliapietra. La nomina fu accettata dalla Repubblica che però si destreggiò diplomaticamente, e con successo, a farsi garantire il dritto di nomina dei successivi priori. Un'ulteriore situazione di crisi si ebbe nel 1442 quando il papa veneziano Eugenio IV tentò di concedere il monastero ai Canonici regolari di San Giorgio in Alga.
Il convento fu soppresso dalla Repubblica Veneta nel 1767, tuttavia i monaci camaldolesi non vennero allontanati e continuarono a esercitare i riti nella chiesa finché il tutto fu definitivamente chiuso con decreti napoleonici del 1806.
Per quanto la chiesa, come le altre costruzioni affacciate sul bacino San Marco, non rientrassero nelle intenzioni di ristrutturazione dell'architetto incaricato Giannantonio Selva – per motivi, diremo oggi, paesaggistici e soprattutto perché il suo progetto di una piazza d'armi interessava gli edifici e i terreni conventuali rivolti verso invece la laguna – nel 1821 era già stata demolita e sul luogo si costruì invece un cantiere navale. Attualmente l'area è assegnata alla Guardia di Finanza.

## Descrizione

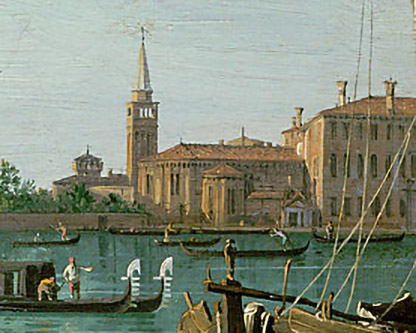
Nello sfondo del dipinto La Punta della dogana di Canaletto (Vienna, Kunsthistorisches Museum) è riconoscibile la chiesa di San Giovanni Battista

Il complesso fu già lodato dal Sansovino per la bellezza, i chiostri e gli orti, senza scendere in ulteriori dettagli. Sull'aspetto dell'antico complesso ci rimangono alcune rappresentazioni, le più eloquenti sono quelle della mappa del de' Barbari e alcuni dettagli di vedute del Canaletto. Con alcune differenze: nella mappa del 1500 il tetto a salienti della chiesa, seppure disegnata più schematicamente, ne denuncia una struttura a tre navate mentre nelle vedute settecentesche il tetto appare a capanna verso la facciata e chiuso a padiglione sull'abside. D'altra parte la trasformazione ad aula unica fu un lavoro comune nel periodo della controriforma. Se gli archetti pensili sotto la linea di gronda furono forzosamente adattati alla nuova struttura, rimasero certamente gotiche le aperture con lunghe finestre traforate. Il campanile continuò ad apparire sempre allo stesso modo: con la cella campanaria aperta da trifore e sovrastato, all'interno di una bianca balaustrata, da un tamburo ottagonale da cui si dipartiva una ripida cuspide.

All'interno la chiesa disponeva di cinque altari e conteneva un discreto numero di pregevoli opere d'arte di cui non ci rimane traccia se non nelle narrazioni di Martinioni, Boschini e Zanetti.

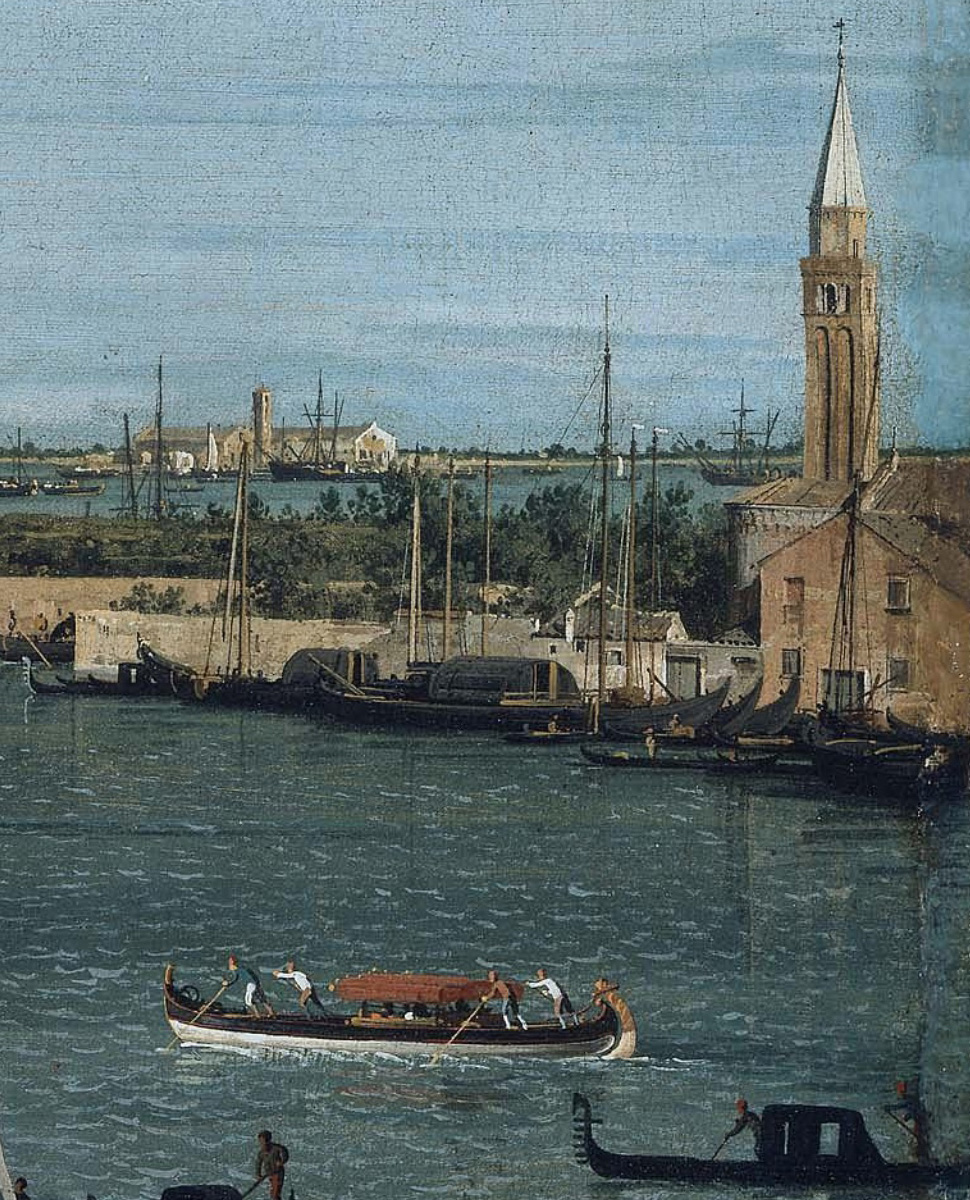
Anche ai margini della grande veduta aerea del Bacino di San Marco di Canaletto (Boston, Museum of Fine Arts) è visibile un accenno della chiesa.

Probabilmente nel presbiterio, ristrutturato nel 1511, era un ampio polittico di Giovanni Bellini. Le puntigliose descrizioni di Boschini e Zanetti ce lo raccontano composto di una tavola di coronamento rappresentante la Visitazione, tre tavole con i santi Giovanni Battista (titolare della chiesa), Romualdo (fondatore della Congregazione Camaldolese) e Mattia Apostolo (a cui era dedicato il convento muranese, a quel tempo sede principale dei camaldolesi a Venezia). Sotto ciascuna figura di santo erano, forse a modo di predella, altre tre tavolette, una con Salomé che porta la testa del Battista, una seconda rappresentava san Pietro Orseolo – personaggio che dimessosi dalla carica dogale si fece monaco camaldolese e santo di grande devozione locale – mentre l'ultima presentava assieme Mattia e Giuseppe detto Barsabba – rara rappresentazione dei due candidati prescelti per ricomporre il numero rituale degli apostoli, dodici come tribù d'Israele, dopo il tradimento e il suicidio di Giuda.
Le portelle d'organo di Cima da Conegliano, che chiuse presentavano i santi Mattia Apostolo e Giovanni Battista, aperte mostravano l'Annunciazione, unica opera citata anche dal Martinioni e ancora nella posizione originaria per Boschini, secondo i rilievi di Zanetti risultano erano già state trasferite nella sagrestia nel 1733 ma risultavano scomparse nel 1771.
Nella cappella alla sinistra del presbiterio era la tela con la mezza figura di Maria Maddalena opera di Domenico Tintoretto. Soltanto il Boschini citò una piccola Madonna di Matteo Ingoli sopra la porta principale.